# Samuel Darío Maldonado
Samuel Darío Maldonado é um município da Venezuela localizado no estado de Táchira.
A capital do município é a cidade de La Tendida.